# Nekrolog 1774
Nekrolog
◄◄
| ◄
| 1770
| 1771
| 1772
| 1773
| 1774 | 1775 | 1776 | 1777 | 1778 | ► | ►►
Weitere Ereignisse | Allgemeiner Nekrolog 1774
Die Beschreibung der verstorbenen Person sollte so kurz wie möglich gehalten sein und nur deren signifikante Tätigkeit(en) enthalten.
Neue Namen ggf. auch unter dem Geburts- und Sterbedatum, also etwa unter 1. Januar und im Geburts- und Sterbejahr (2024) eintragen (nur bei entsprechender großer Wichtigkeit). Für Beispiele siehe die schon vorhandenen Artikel.
Außerdem über die fünf zuletzt Verstorbenen, zu denen es einen ausreichend guten Artikel für eine Präsentation auf der Hauptseite gibt, nach der todesbedingten Überarbeitung der Artikel ggf. auch unter Wikipedia Diskussion:Hauptseite informieren und sie am besten auch in den anderen Wikipedia-Sprachversionen eintragen. Tipp: Regelmäßig bei news.google.de nach „ist tot“, „gestorben“ oder „verstorben“ suchen.
Wenn eine Person gestorben ist, gibt es viele Seiten zu dieser Person in der Wikipedia, die davon auch betroffen sind und entsprechend aktualisiert werden müssen. Beispiele: Namenübersichtsseite, Geburtsjahr, Geburtsort-Seiten und viele mehr.
Wie finde ich die betroffenen Seiten?
Im Suchfeld auf der linken Seite gibt man den Suchbegriff so ein: „Vorname Nachname“. Dann klickt man auf Volltext und alle Seiten mit entsprechendem Suchtext werden aufgerufen. Hier sieht man dann schnell, wo auch das Todesjahr Sinn macht oder sogar ein Teil des Artikels angepasst werden muss. Auch hilft das „Werkzeug“ auf der linken Seite sehr gut, um solche Seiten aufzufinden: „Links auf diese Seite“. Somit ist die Wikipedia wieder aktuell in allen Bereichen! Hinweis: bei Eintragung der Kategorie „Gestorben JAHR“ wird der Missbrauchsfilter 49 ausgelöst, was jedoch nicht schlimm ist. Siehe: Spezial:Missbrauchsfilter/49
Dies ist eine Liste von im Jahr 1774 verstorbenen bekannten Persönlichkeiten. Die Einträge erfolgen innerhalb der einzelnen Daten alphabetisch sortiert. Tiere sind im Nekrolog für Tiere zu finden.

## Januar
| Tag        | Name                                     | Beruf, bekannt als                                                          | Alter | Beleg |
| ---------- | ---------------------------------------- | --------------------------------------------------------------------------- | ----- | ----- |
| 1. Januar  | Johann Georg Plersch                     | polnischer Bildhauer                                                        |       |       |
| 7. Januar  | Antoine Clairiard de Choiseul de Beaupré | Kardinal der römisch-katholischen Kirche                                    | 66    |       |
| 7. Januar  | Józef Andrzej Załuski                    | adeliger polnischer katholischer Bischof, Autor, Politiker und Bibliothekar | 71    |       |
| 9. Januar  | Jacques-François Blondel                 | französischer Architekt und Architekturhistoriker                           | 69    |       |
| 11. Januar | Johann Daniel Pucklitz                   | deutscher Komponist                                                         |       |       |
| 18. Januar | Louis de Conflans, marquis d’Armentières | Marschall von Frankreich                                                    | 62    |       |
| 18. Januar | Arnoldus Detten                          | katholischer Priester, Abt des Klosters Marienfeld                          | 66    |       |
| 21. Januar | Florian Leopold Gassmann                 | österreichischer Komponist                                                  | 44    |       |
| 21. Januar | Mustafa III.                             | Sultan des Osmanischen Reiches (1757–1774)                                  | 56    |       |
| 22. Januar | Wilhelm Karl Krupp                       | Kaufmann und Ratsherr der Hansestadt Lübeck                                 |       |       |
| 22. Januar | Gottlieb Wernsdorf I.                    | deutscher Pädagoge, Rhetoriker und Autor                                    | 56    |       |
| 26. Januar | Domenico Ferretti                        | italienischer Bildhauer                                                     | 71    |       |
| 26. Januar | Johann Gottlieb Töllner                  | evangelischer Theologe                                                      | 49    |       |
| 28. Januar | Antonio Galli da Bibiena                 | italienischer Dekorationsmaler und Architekt                                |       |       |
| 30. Januar | Jean-Pierre Guignon                      | italienischer Komponist und Violinist                                       | 71    |       |

## Februar
| Tag         | Name                                     | Beruf, bekannt als                                                        | Alter | Beleg |
| ----------- | ---------------------------------------- | ------------------------------------------------------------------------- | ----- | ----- |
| 1. Februar  | Johann Heinrich Zopf                     | deutscher Historiker, Theologe und Pädagoge                               | 82    |       |
| 3. Februar  | František Ignác Tůma                     | tschechischer Komponist                                                   | 69    |       |
| 4. Februar  | Charles Marie de La Condamine            | französischer Mathematiker und Astronom                                   | 73    |       |
| 10. Februar | Christoph August Reichel                 | deutscher Kirchenlieddichter, Geistlicher und Gymnasiallehrer             | 58    |       |
| 12. Februar | Francisco Rodríguez Cardoso              | Militäringenieur                                                          |       |       |
| 20. Februar | Johann Christoph Hüsemann                | deutscher Orgelbauer                                                      |       |       |
| 24. Februar | Heinrich Becker                          | deutscher lutherischer Theologe                                           | 75    |       |
| 25. Februar | Johann Georg von Sachsen                 | kursächsischer General und Gouverneur von Dresden                         | 69    |       |
| 26. Februar | Christian Heinrich von Dewitz            | deutscher Landrat des Kreises Daber                                       | 75    |       |
| 26. Februar | Johann Rudolf Thurneysen                 | Schweizer Rechtswissenschaftler und Historiker                            | 57    |       |
| 27. Februar | Alexander August Christian von Humbracht | kaiserlich österreichischer Offizier und Träger des Maria Theresia-Ordens |       |       |
| Februar     | Johann Tobias Sonntag                    | deutscher Maler                                                           | 57    |       |

## März
| Tag      | Name                               | Beruf, bekannt als                                                       | Alter | Beleg |
| -------- | ---------------------------------- | ------------------------------------------------------------------------ | ----- | ----- |
| 4. März  | Charles Demars                     | französischer Organist und Komponist                                     | 71    |       |
| 5. März  | Georg Joachim Mark                 | deutscher lutherischer Theologe und Bibliothekar                         | 48    |       |
| 7. März  | Carlo Alberto Guidobono Cavalchini | Kardinal der Römischen Kirche, Kurienbischof                             | 90    |       |
| 15. März | Johann Ernst Faber                 | deutscher Hochschullehrer                                                | 29    |       |
| 21. März | Johann Bertram Arnold von Rappard  | preußischer Kriegs- und Domänenrat                                       | 65    |       |
| 23. März | Ludwig Conrad Smalcalder           | deutscher Jurist, Hochschullehrer und Rektor an der Universität Tübingen | 77    |       |
| 25. März | Karoline von Nassau-Saarbrücken    | durch Heirat Pfalzgräfin und Herzogin von Pfalz-Zweibrücken              | 69    |       |
| 28. März | Johann Friedrich Zeumer            | deutscher Hof- und Justizrat                                             |       |       |
| 30. März | Karoline von Pfalz-Zweibrücken     | Landgräfin von Hessen-Darmstadt                                          | 53    |       |
| 31. März | Johan Peter Falck                  | schwedischer Naturforscher und Botaniker                                 | 41    |       |
| 31. März | François de Glandevès du Castellet | französischer Marineffizier und Ritter des Malteserordens                | 78    |       |

## April
| Tag       | Name                              | Beruf, bekannt als                                                                       | Alter | Beleg |
| --------- | --------------------------------- | ---------------------------------------------------------------------------------------- | ----- | ----- |
| 1. April  | Gregor Fritz                      | österreichischer Barockbildhauer                                                         | 81    |       |
| 4. April  | Oliver Goldsmith                  | irischer Schriftsteller und Arzt                                                         | 45    |       |
| 5. April  | Rudolf Augustin Vogel             | deutscher Arzt                                                                           | 49    |       |
| 11. April | Elias Gottlob Haußmann            | deutscher Maler des Spätbarock                                                           |       |       |
| 11. April | Wolbrand Vogt                     | deutscher Theologe und Bremer Domprediger                                                | 76    |       |
| 15. April | Jean-Ignace de La Ville           | französischer römisch-katholischer Bischof, Diplomat und Mitglied der Académie française | 71    |       |
| 18. April | Michael Ranft                     | Vampirismusforscher, evangelischer Pfarrer                                               | 73    |       |
| 18. April | Louis de Régemortes               | französischer Ingenieur, Brücken und Wasserbauer                                         |       |       |
| 19. April | Léger Marie Deschamps             | französischer Utopist und metaphysischer Philosoph                                       | 58    |       |
| 19. April | Georg Ludwig Friedrich von Wüllen | deutscher Jurist und kurhannoverscher Amtmann                                            | 53    |       |
| 23. April | Christian Wilhelm Ernst Dietrich  | deutscher Maler und Kupferstecher                                                        | 61    |       |
| 24. April | Martin Kröncke                    | deutscher Münzmeister und preußischer Generalmünzdirektor                                |       |       |
| 26. April | Maria Machteld van Schuylenburch  | niederländische Miniaturmalerin                                                          | 50    |       |
| 28. April | Georg Heinrich Ayrer              | deutscher Jurist                                                                         | 72    |       |
| 28. April | Gottfried Lengnich                | deutscher Historiker, Jurist und Staatstheoretiker                                       | 84    |       |
| 28. April | Takebe Ayatari                    | japanischer Dichter und Maler                                                            |       |       |
| 29. April | Samuel Buchholtz                  | deutscher lutherischer Theologe und Historiker                                           | 56    |       |

## Mai
| Tag     | Name                                       | Beruf, bekannt als                                        | Alter | Beleg |
| ------- | ------------------------------------------ | --------------------------------------------------------- | ----- | ----- |
| 3. Mai  | Heinrich August de la Motte Fouqué         | preußischer General                                       | 76    |       |
| 3. Mai  | Johann Nikolaus Tischer                    | deutscher Organist und Komponist                          |       |       |
| 4. Mai  | Anton Ulrich von Braunschweig-Wolfenbüttel | russischer General                                        | 59    |       |
| 6. Mai  | Johann Franz August Zimmermann             | Zimmerergeselle                                           |       |       |
| 10. Mai | Ludwig XV.                                 | König von Frankreich und Navarra (1715–1774)              | 64    |       |
| 17. Mai | Francisco Javier de Morales                | Gouverneur von Chile                                      |       |       |
| 17. Mai | Jeremiah Theus                             | schweizerisch-amerikanischer Porträt- und Miniaturenmaler | 58    |       |
| 19. Mai | Jakob Christoph Schletterer                | Tiroler Bildhauer                                         | 74    |       |
| 24. Mai | Jacob Brandeis                             | deutscher Rabbiner                                        |       |       |
| 26. Mai | Wilhelm Reinhard von Neipperg              | österreichischer Heerführer                               | 89    |       |

## Juni
| Tag      | Name                                        | Beruf, bekannt als                                                           | Alter | Beleg |
| -------- | ------------------------------------------- | ---------------------------------------------------------------------------- | ----- | ----- |
| 5. Juni  | Ludolph Lafontaine                          | deutscher Maler                                                              | 69    |       |
| 9. Juni  | Caspar Ferdinand Droste zu Füchten          | Domherr und Hofkammerpräsident in Münster                                    | 60    |       |
| 11. Juni | Emmerich Joseph von Breidbach zu Bürresheim | Kurfürst und Erzbischof von Mainz und Fürstbischof von Worms                 | 66    |       |
| 15. Juni | Karl Heinrich von Bogatzky                  | deutscher Erbauungsschriftsteller und Liederdichter des halleschen Pietismus | 83    |       |
| 22. Juni | John Day                                    | englischer Wagner und Erfinder                                               |       |       |
| 24. Juni | Gottlieb Jenner                             | Schweizer Jurist und Politiker                                               | 78    |       |
| 25. Juni | Johann Casper Beck                          | deutscher Orgelbauer                                                         |       |       |
| 27. Juni | Johann Christoph Buch                       | deutscher Jurist                                                             | 59    |       |

## Juli
| Tag      | Name                                      | Beruf, bekannt als                                                                         | Alter | Beleg |
| -------- | ----------------------------------------- | ------------------------------------------------------------------------------------------ | ----- | ----- |
| 4. Juli  | Albrecht Heinrich Carl Conradi            | deutscher Bauverwalter und Kartograf                                                       |       |       |
| 4. Juli  | Christoph Friedrich Harpprecht            | deutscher Rechtswissenschaftler                                                            | 73    |       |
| 7. Juli  | Elisabeth Albertine von Anhalt-Bernburg   | Fürstin von Schwarzburg-Sondershausen                                                      | 81    |       |
| 9. Juli  | Anna Morandi Manzolini                    | italienische Anatomin und Wachsbildnerin                                                   | 60    |       |
| 11. Juli | William Johnson                           | irisch-britischer Händler, Politiker und General in den britischen Kolonien in Nordamerika |       |       |
| 13. Juli | Otto von Münchhausen                      | deutscher Botaniker                                                                        | 58    |       |
| 17. Juli | Franz Joseph Ignaz Rembold                | Bürgermeister bzw. Stadtpfleger von Augsburg                                               | 73    |       |
| 18. Juli | Thomas Fitch                              | amerikanischer Kolonialgouverneur                                                          |       |       |
| 21. Juli | Percy Wyndham-O’Brien, 1. Earl of Thomond | irischer Peer und britischer Politiker                                                     |       |       |
| 24. Juli | Étienne-René Potier de Gesvres            | Kardinal der römisch-katholischen Kirche                                                   | 77    |       |
| 24. Juli | Caroline Lennox, 1. Baroness Holland      | britische Adlige                                                                           | 51    |       |
| 24. Juli | Johann George Schmidt                     | deutscher Baumeister des Spätbarock und Ratszimmermeister der Stadt Dresden                |       |       |
| 25. Juli | Georg Philipp Rugendas                    | deutscher Maler und Stecher                                                                | 72    |       |
| 27. Juli | Samuel Gottlieb Gmelin                    | deutscher Botaniker und Naturforscher                                                      | 30    |       |

## August
| Tag        | Name                       | Beruf, bekannt als                                                                   | Alter | Beleg |
| ---------- | -------------------------- | ------------------------------------------------------------------------------------ | ----- | ----- |
| 13. August | Cornelius Offermann        | deutscher Fuhrmann                                                                   |       |       |
| 14. August | Johann Jacob Reiske        | deutscher Arabist, Gräzist und Byzantinist                                           | 57    |       |
| 19. August | Justus Vincent Ritter      | deutscher Jurist, Oberaltensekretär und Ratsherr der Freien und Hansestadt Hamburg   | 58    |       |
| 19. August | Johann Ernst Schubert      | deutscher evangelischer Theologe                                                     | 57    |       |
| 20. August | Bernhard Ludwig von Platen | preußischer Offizier und wolgadeutscher Dichter                                      |       |       |
| 22. August | Johann Conrad Jacobi       | Bankier und Handelsherr in Königsberg, Intimfreund Immanuel Kants                    | 56    |       |
| 22. August | Georg Heinrich Riebow      | deutscher lutherischer Theologe, Konsistorialrat und Generalsuperintendent           | 71    |       |
| 24. August | Georg Moritz Lowitz        | Astronom, Physiker, Mathematiker und Kartograph                                      | 52    |       |
| 25. August | Niccolò Jommelli           | italienischer Komponist der Vorklassik                                               | 59    |       |
| 26. August | Philipp Jakob Straub       | österreichischer Bildhauer                                                           |       |       |
| 28. August | Dietrich Peter Scriba      | deutscher evangelisch-lutherischer Geistlicher, Pädagoge, Advokat, Autor und Lyriker | 37    |       |

## September
| Tag           | Name                                   | Beruf, bekannt als                                                                     | Alter | Beleg |
| ------------- | -------------------------------------- | -------------------------------------------------------------------------------------- | ----- | ----- |
| 2. September  | Friedrich Magnus von Horn              | königlich preußischer Generalmajor                                                     |       |       |
| 4. September  | Karl Wilhelm von Kreckwitz             | preußischer Oberst                                                                     | 52    |       |
| 10. September | Léopold-Charles de Choiseul-Stainville | römisch-katholischer Bischof                                                           | 49    |       |
| 14. September | Paul Carl Pálffy von Erdőd             | kaiserlicher Generalfeldmarschall, kommandierender General von Ungarn und Siebenbürgen | 76    |       |
| 17. September | Levin von Barby                        | preußischer Landrat                                                                    |       |       |
| 18. September | Johann Friedrich Meckel                | deutscher Mediziner                                                                    | 50    |       |
| 19. September | Karl Gottlob Hofmann                   | deutscher lutherischer Theologe und Historiker                                         | 70    |       |
| 22. September | Clemens XIV.                           | Papst                                                                                  | 68    |       |
| 22. September | Karl Ludwig                            | Herzog von Schleswig-Holstein-Sonderburg-Beck                                          | 84    |       |
| 27. September | Philipp Friedrich Hane                 | deutscher evangelischer Theologe und Kirchenhistoriker                                 | 78    |       |

## Oktober
| Tag         | Name                          | Beruf, bekannt als | Alter | Beleg |
| ----------- | ----------------------------- | --- | ----- | ----- |
| 1. Oktober  | Erhard Andreas Frommann       | deutscher evangelische Geistlicher und Pädagoge | 51    |       |
| 5. Oktober  | Carl Ludwig von Wolffersdorff | königlich-polnischer und kurfürstlich-sächsischer Oberhofjägermeister, Direktor und Oberinspekteur sämtlicher Flöße sowie Besitzer des Rittergutes Gröditz bei Torgau | 74    |       |
| 8. Oktober  | Johann Sebastian Albrecht     | deutscher Arzt und Naturforscher |       |       |
| 8. Oktober  | Johann Georg Schrepfer        | Geisterseher, Hochstapler |       |       |
| 15. Oktober | Levin-Friedrich von Bismarck  | preußischer Justizminister und Präsident des Kammergerichts | 71    |       |
| 16. Oktober | Robert Fergusson              | schottischer Dichter | 24    |       |
| 18. Oktober | Joachim Samuel Weickmann      | deutscher lutherischer Theologe |       |       |
| 20. Oktober | Hermann Hannibal von Blümegen | Bischof von Königgrätz | 58    |       |
| 24. Oktober | Christoph Andreas Büttner     | deutscher Pädagoge |       |       |
| 29. Oktober | August von Hallerstein        | deutsch-österreichischer Jesuit und Missionar | 71    |       |
| 31. Oktober | Joachim Friedrich von Leckow  | preußischer Generalmajor und Kommandeur des Infanterieregiments Nr. 2                                                                                                 |       |       |

## November
| Tag          | Name                             | Beruf, bekannt als                                                                                                   | Alter | Beleg |
| ------------ | -------------------------------- | --- | ----- | ----- |
| 2. November  | George Christoph von Heßler      | kursächsischer Oberst der Infanterie, Regimentskommandeur, Ritter des Ordens Pour le Mérite sowie Rittergutsbesitzer |       |       |
| 6. November  | Anton Ziegler                    | katholischer Theologe und Jesuit                                                                                     | 71    |       |
| 11. November | Johann Baptist Modler            | deutscher Rokokobildhauer                                                                                            | 77    |       |
| 11. November | Otto Kasimir von Versen          | preußischer Generalmajor, Kommandeur des Dragoner-Regiments Nr. 9                                                    | 69    |       |
| 12. November | Johann Christoph Harenberg       | deutscher Theologe und Historiker                                                                                    | 78    |       |
| 16. November | Heinrich Christoph von Penkler   | österreichischer Politiker und Diplomat                                                                              |       |       |
| 18. November | Giovanni Francesco Stoppani      | Kardinal der Römischen Kirche und Bischof des suburbikarischen Bistums Palestrina                                    | 79    |       |
| 20. November | Georg Ludwig Alefeld             | deutscher Mediziner und Physiker                                                                                     | 42    |       |
| 21. November | Johann Siegmund Popowitsch       | österreichischer Sprach- und Naturforscher                                                                           | 69    |       |
| 22. November | Robert Clive, 1. Baron Clive     | britischer General und Staatsmann                                                                                    | 49    |       |
| 23. November | Gottfried Bernhard Göz           | Maler und Kupferstecher des Rokoko                                                                                   |       |       |
| 24. November | John Burnaby                     | britischer Diplomat                                                                                                  |       |       |
| 25. November | Henry Baker                      | englischer Universalgelehrter, Stifter der Baker-Vorlesung                                                           | 76    |       |
| 27. November | Johann Daniel Victor von Scheele | kurhannoverscher Generalleutnant                                                                                     |       |       |
| 28. November | Pierre de L’Estache              | französischer Bildhauer                                                                                              |       |       |
| 29. November | Gabriel-Mathieu de Clieu         | französischer Marineoffizier, königlicher Leutnant und Gouverneur von Guadeloupe                                     |       |       |

## Dezember
| Tag          | Name                                    | Beruf, bekannt als                                   | Alter | Beleg |
| ------------ | --------------------------------------- | ---------------------------------------------------- | ----- | ----- |
| 2. Dezember  | Johann Friedrich Agricola               | deutscher Musiker, Komponist und Musikschriftsteller | 54    |       |
| 2. Dezember  | Anton von Herberstein                   | Bischof von Triest                                   | 48    |       |
| 3. Dezember  | Johann Abraham Schlieper                | Bürgermeister von Elberfeld                          |       |       |
| 4. Dezember  | Abraham Leihammer                       | deutscher Fayencemaler des Rokoko                    |       |       |
| 7. Dezember  | Johann Daniel Leers                     | deutscher Botaniker und Apotheker                    | 47    |       |
| 8. Dezember  | Hieronymus Köhler                       | deutscher Rechtsanwalt und Amtmann                   | 61    |       |
| 13. Dezember | Susanne von Klettenberg                 | Stiftsdame und religiöse Schriftstellerin            | 50    |       |
| 13. Dezember | Maria Karolina von Königsegg-Rothenfels | Äbtissin des Damenstifts Buchau                      | 67    |       |
| 16. Dezember | François Quesnay                        | französischer Arzt und Ökonom                        | 80    |       |
| 17. Dezember | Friedrich Wilhelm von Wylich und Lottum | preußischer Generalmajor sowie Kommandant von Berlin | 58    |       |
| 23. Dezember | Francesco Maria Preti                   | italienischer Architekt                              | 73    |       |
| 29. Dezember | Maria Weenix                            | niederländische Malerin                              | 77    |       |
| 30. Dezember | Antoniotto Botta Adorno                 | österreichischer Offizier, Diplomat und Minister     |       |       |
| 31. Dezember | Johann Christoph Handke                 | mährischer Barockmaler                               | 80    |       |

## Datum unbekannt
| Tag | Name                       | Beruf, bekannt als                                  | Alter | Beleg |
| --- | -------------------------- | --------------------------------------------------- | ----- | ----- |
|     | Ferdinando Bassi           | italienischer Botaniker                             |       |       |
|     | Chökyi Chungne             | tibetischer Grammatiker                             |       |       |
|     | Louis Dupré                | französischer Tänzer, Choreograf und Pädagoge       |       |       |
|     | Benjamin Glanville         | britischer Architekt                                |       |       |
|     | Johann Philipp Hahn        | deutscher Rechtswissenschaftler und Hochschullehrer | ~83   |       |
|     | Johann Dietrich Heumann    | deutscher Hofbaumeister in Hannover                 |       |       |
|     | John Hitchcock             | britischer Cembalobauer                             |       |       |
|     | Ernst Werner von Laffert   | hannoverscher Offizier und Regimentsinhaber         |       |       |
|     | Margaretha Susanna Kayser  | deutsche Sopranistin und Operndirektorin            |       |       |
|     | Pierre-Jean Mariette       | französischer Stecher, Sammler & Kunstkritiker      |       |       |
|     | Adam Anton von Meyern      | deutscher Verwaltungsjurist                         |       |       |
|     | Franz Pehr Oldenburg       | schwedischer Pflanzensammler                        |       |       |
|     | Johann Ernst von Schmettow | preußischer Offizier, zuletzt Generalmajor          |       |       |
|     | Václav Vodička             | böhmischer Komponist                                |       |       |